# Porcellio gallicus
Porcellio gallicus là một loài chân đều trong họ Porcellionidae. Loài này được Dollfus miêu tả khoa học năm 1904.